# Tritocosmia armata
Tritocosmia armata là một loài bọ cánh cứng trong họ Cerambycidae.